# Anna-Maria Haas
Anna-Maria Haas (geborene Frankel, * 9. März 1909 in Wien; † 1996 ebenda) wurde von Yad Vashem als Gerechte unter den Völkern ausgezeichnet.
Im Jahr 1930 heiratete sie Benno Haas, einen jüdischen Industriellensohn, dessen Vater aus Böhmen stammte.
Die beiden hatten zwei Töchter und besaßen zwei Dutzend Süßwarengeschäfte in Wien. Nach dem Anschluss Österreichs wurden fast alle Geschäfte der beiden arisiert. Lediglich ein Geschäft blieb in den Händen von Anna-Maria Haas. Der inzwischen getaufte Benno Haas wurde aufgrund seiner jüdischen Abstammung inhaftiert, kam aber durch die Hilfe seiner Gattin frei.  Kurz nach seiner Inhaftierung wanderte Benno Haas nach Großbritannien aus und schloss sich der Army an. Seine Mutter wurde nach Theresienstadt deportiert. Anna-Maria Haas blieb in ihrer Wohnung im 9. Bezirk, obwohl sie aufgrund der Auswanderung ihres Mannes unter Generalverdacht stand.
Trotz mehrerer Besuche durch die Gestapo versteckte sie in den Jahren 1938 und 1939 den Juden Robert Beer und seine Familie mehrere Monate lang in ihrer Wohnung.
Weiters half sie der jüdischen Familie Josef und Sidonie Rubin-Bittman und versorgte sie im Laufe mehrerer Jahre im Zweiten Weltkrieg.
Nachdem die Familie Rubin-Bittman 1939 ihre Wohnung verlassen und im Untergrund leben musste, beschloss Anna-Maria, ihr – soweit es möglich war – zu helfen. Josef und Sidonie mussten oftmals ihre Verstecke wechseln. Anna-Maria versorgte sie die ganze Zeit unentgeltlich mit Lebensmitteln.
Sidonie war eine aus Lemberg stammende Verwandte Martin Bubers. 1944 versteckten sich Josef und Sidonie in einem Kellerraum eines Hauses. Hier gebar Sidonie ihren ersten Sohn Fritz, in jenem Jahr das einzige in Wien geborene jüdische Kind. Anna-Maria besuchte sie oft in ihrem Versteck und brachte ihr Lebensmittel, Milch und Säuglingsnahrung.
Obwohl er gezwungen war, im Untergrund unter schwersten und gefährlichen Bedingungen zu leben, versuchte Josef die ganze Zeit, ungarischen Juden zu helfen, die bereits von der Gestapo für einen Transport in ein Vernichtungslager bestimmt waren. Er startete auch eine Hilfsaktion für ein jüdisches Kinderlager in der Ferdinandstraße im 2. Bezirk. Anna-Maria versorgte ihn mit Lebensmitteln und Medikamenten für das Kinderlager.
Josef und Sidonie überlebten den Krieg. Josef wurde ein erfolgreicher Geschäftsmann. Sidonie starb 1968 nach langem Leiden. Josef starb am 25. April 1972 im Alter von 75 Jahren.
Fritz Rubin-Bittmann arbeitet als Arzt im 2. Bezirk.
Robert Beer wanderte nach dem Krieg nach Caracas in Venezuela aus.
Anna-Maria Haas verstarb 1996 in Wien und wurde am Hernalser Friedhof bestattet.